# Ophiorrhiza alboensis
Ophiorrhiza alboensis är en måreväxtart som beskrevs av Theodoric Valeton. Ophiorrhiza alboensis ingår i släktet Ophiorrhiza och familjen måreväxter. Inga underarter finns listade i Catalogue of Life.